# Кореја
Кореја (кореј. 한국, значење = 'земља јутарњег мира'), држава која је 1948. подељена на Северну и Јужну Кореју. Кореју је по легенди утемељио Тангун, син бога неба и неке жене која је припадала медвеђем клану. Ова прва Кореја названа је Ко Чосон а њени први становници били су Тонги, племена тунгуске гране Алтајаца. Ова племена насељавала су подручје Манџурије и Корејско полуострво где је живело племе Хан. Корејско Хан племе мигрираће према средини полуострва, где ће се у 1. веку пре нове ере поделити у три федерације. Сила на југоистоку, Пекче на југозападу и трећа Когурјо која је укључивала и део Манџурије, данас под Кином. Године 668. ујединиће се три краљевства које ће од 918-1392. предводити династија Корјо, име које ће се касније претворити у Кореја. Године 1392. опет је на власти династија Чосон све до јапанске анексије 1910. Након Другог светског рата 1945. Кореја се ослободила Јапана и поделила се по 38 паралели на Северну и Јужну.